# Мірослав Клозе
Мі́рослав Йо́зеф Кло́зе (нім. Miroslav Josef Klose, пол. Mirosław Marian Klose; нар. 9 червня 1978 року, Ополе) — німецький футбольний тренер і футболіст, німецько-польського походження, нападник. Чемпіон світу 2014 року, срібний призер чемпіонату світу 2002 року і Євро-2008, володар бронзи світових першостей 2006 і 2010 років.
Найкращий бомбардир чемпіонату світу з футболу 2006 з 5 забитими голами. 8 липня 2014 року у матчі зі збірною Бразилії став абсолютним рекордсменом за кількістю забитих м'ячів (16 голів) у фінальних стадіях чемпіонатів світу з футболу. Найкращий бомбардир в історії збірної Німеччини — 71 гол.
Публіці подобався своїм фірмовим трюком - після кожного свого вдалого голу він тут же на футбольному полі робив сальто.

## Біографія
Син польського футболіста Йозефа Клозе, який належав до німецької меншини у Польщі, та польської гандболістки Барбари Єж. Через кілька місяців після народження його батько підписав контракт з французьким клубом «Осер» і сім'я на шість років поселилася до Франції. Після цього перебралися у місто Кузель (Рейнланд-Пфальц, Німеччина), де отримали офіційний статус німецьких переселенців. Тут Мірослав пішов до школи і після її закінчення отримав професію тесляра. Після чого Клозе присвятив себе кар'єрі футболіста - спочатку як аматор, а потім вже як професіонал. У 1999 прийшов у німецький клуб «Кайзерслаутерн», а через сім років став найкращим бомбардиром чемпіонату світу з футболу і основною ударною силою збірної Німеччини.
Основна частина кар'єри Клозе пов'язана з Німеччиною, після «Кайзерслаутерна» в 2004 він перейшов у «Вердер», а в 2007 — до мюнхенської «Баварії», найіменитішого клубу Німеччини. На нападника претендували такі європейські гранди, як іспанська «Барселона» та італійський «Ювентус», але «Баварії» все ж таки вдалося утримати гравця в країні, що обійшлося клубу в 15 мільйонів євро. Контракт з «Баварією» був підписаний на чотири роки. Після появи Клозе в «Баварії» лінія нападу стала найсильнішою в клубі. На пару з італійцем Лука Тоні вони провели 26 голів в 25 матчах — чому, втім, своїми передачами сприяв другий талант збірної Німеччини — Бастіан Швайнштайгер.
У збірній Клозе виступає чи не краще, ніж у клубі. Зірка Клозе яскраво засвітилася на Чемпіонаті світу 2002 року, коли він у першій же грі зробив хет-трик у ворота збірної Саудівської Аравії. Потім в наступних двох матчах Клозе забив ще по м'ячу. У підсумку на рахунку Клозе було 5 голів, причому всі вони були забиті головою. За 93 гри за національну команду нападник забив 48 м'ячів. Завдяки цьому він в 2007 вперше вивів Німеччину на поле з капітанською пов'язкою. Це сталося в матчі проти Уельсу у вересні, коли його команда виграла 2:0, а сам Мірослав забив один з м'ячів.
Протягом 2006 року в Німеччині Клозе, який виступає під класичним для нападника 11-м номером, взяв участь у всіх іграх своєї збірної і забив у семи матчах п'ять м'ячів. Уболівальникам він запам'ятався не тільки грою головою, технікою і умінням не скупитися передачами партнерові, але і сальто, які виконував після забитих м'ячів.
А 10 вересня 2008 року в відбірковому матчі до ЧС-2010 зі збірною Фінляндії на виїзді, збірна Німеччини зіграла внічию 3-3, причому автором усіх трьох м'ячів німецької збірної став Мірослав. У відбіркових іграх на чемпіонат світу забив 7 м'ячів, один з яких став переможним у матчі проти збірної Росії. Після цього матчу збірна Німеччини оформила собі путівку на чемпіонат світу.
8 червня 2011 року підписав контракт терміном на 2 роки з римським «Лаціо».
8 липня 2014 року Клозе забив рекордний гол, який дав змогу йому стати найкращим бомбардиром в історії чемпіонатів світу. Забивши гол на 23-й хвилині матчу 1/2 фіналу чемпіонату світу 2014 року у ворота збірної Бразилії, Мірослав Клозе довів рахунок своїм голам на турнірах подібного рівня до 16-ти, тим самим побивши рекорд бразильського нападника Роналдо, який забив 15 м'ячів.
11 серпня 2014 року Мірослав Клозе завершив виступи за збірну Німеччини. 2016 року Клозе повідомив про завершення кар'єри футболіста.
В червні 2022 Клозе було призначено головним тренером австрійського «Альтаха».

## Титули і досягнення
- Чемпіон світу (1):

Збірна Німеччини: 2014
- Чемпіон Німеччини (2):

Баварія: 2007-08, 2009-10
- Володар Кубка Німеччини (2):

Баварія: 2007-08, 2009-10
- Володар Кубка німецької ліги (2):

Вердер: 2006
Баварія: 2007
- Володар Суперкубка Німеччини (1):

Баварія: 2010
- Кубок Італії (1):

Лаціо: 2012-13
- Чемпіонат Німеччини:
  - найкращий бомбардир чемпіонату Німеччини: 2006
- Найкращий футболіст чемпіонату Німеччини: 2006
- Віце-чемпіон світу: 2002
- Бронзовий призер чемпіонату світу: 2006, 2010
  - найкращий бомбардир чемпіонату світу: 2006
- Віце-чемпіон Європи: 2008
- учасник чемпіонатів світу: 2002, 2006, 2010 та 2014
- фіналіст Ліги чемпіонів 2009—2010

## Статистика
Статистика клубних виступів:
| Сезон                      | Команда                    | Чемпіонат                  | Чемпіонат | Чемпіонат | Національні кубки | Національні кубки | Національні кубки | Єврокубки | Єврокубки | Єврокубки | Усього | Усього |
| Сезон                      | Команда                    | Ліга                       | Ігри      | Голи      |                   | Ігри              | Голи              |           | Ігри      | Голи      | Ігри   | Голи   |
| -------------------------- | -------------------------- | -------------------------- | --------- | --------- | ----------------- | ----------------- | ----------------- | --------- | --------- | --------- | ------ | ------ |
| 1999-00                    | «Кайзерслаутерн»           | Д-1                        | 2         | 0         | -                 | -                 | -                 | -         | -         | -         | 2      | 0      |
| 2000-01                    | «Кайзерслаутерн»           | Д-1                        | 29        | 9         | КН                | 2                 | 0                 | КУ        | 12        | 2         | 45     | 11     |
| 2000-01                    | «Кайзерслаутерн»           | Д-1                        | 29        | 9         | КЛ                | 2                 | 0                 | КУ        | 12        | 2         | 45     | 11     |
| 2001-02                    | «Кайзерслаутерн»           | Д-1                        | 31        | 16        | КН                | 4                 | 0                 | -         | -         | -         | 35     | 16     |
| 2002-03                    | «Кайзерслаутерн»           | Д-1                        | 32        | 9         | КН                | 4                 | 4                 | -         | -         | -         | 36     | 13     |
| 2003-04                    | «Кайзерслаутерн»           | Д-1                        | 26        | 10        | КН                | 1                 | 1                 | КУ        | 2         | 1         | 29     | 12     |
| Усього за «Кайзерслаутерн» | Усього за «Кайзерслаутерн» | Усього за «Кайзерслаутерн» | 120       | 44        |                   | 13                | 5                 |           | 14        | 3         | 147    | 52     |
| 2004-05                    | «Вердер» (Бремен)          | Д-1                        | 32        | 15        | КН                | 4                 | 0                 | ЛЧ        | 8         | 2         | 45     | 17     |
| 2004-05                    | «Вердер» (Бремен)          | Д-1                        | 32        | 15        | КЛ                | 1                 | 0                 | ЛЧ        | 8         | 2         | 45     | 17     |
| 2005-06                    | «Вердер» (Бремен)          | Д-1                        | 26        | 25        | КН                | 3                 | 2                 | ЛЧ        | 9         | 4         | 40     | 31     |
| 2005-06                    | «Вердер» (Бремен)          | Д-1                        | 26        | 25        | КЛ                | 2                 | 0                 | ЛЧ        | 9         | 4         | 40     | 31     |
| 2006-07                    | «Вердер» (Бремен)          | Д-1                        | 31        | 13        | КН                | 1                 | 0                 | ЛЧ        | 6         | 0         | 47     | 15     |
| 2006-07                    | «Вердер» (Бремен)          | Д-1                        | 31        | 13        | КЛ                | 2                 | 0                 | КУ        | 7         | 2         | 47     | 15     |
| Усього за «Вердер»         | Усього за «Вердер»         | Усього за «Вердер»         | 89        | 53        |                   | 13                | 2                 |           | 30        | 8         | 132    | 63     |
| 2007-08                    | «Баварія» (Мюнхен)         | Д-1                        | 27        | 10        | КН                | 6                 | 5                 | КУ        | 12        | 5         | 47     | 21     |
| 2007-08                    | «Баварія» (Мюнхен)         | Д-1                        | 27        | 10        | КЛ                | 2                 | 1                 | КУ        | 12        | 5         | 47     | 21     |
| 2008-09                    | «Баварія» (Мюнхен)         | Д-1                        | 26        | 10        | КН                | 4                 | 3                 | ЛЧ        | 8         | 7         | 38     | 20     |
| 2009-10                    | «Баварія» (Мюнхен)         | Д-1                        | 25        | 3         | КН                | 5                 | 2                 | ЛЧ        | 8         | 1         | 38     | 6      |
| 2010-11                    | «Баварія» (Мюнхен)         | Д-1                        | 20        | 1         | КН                | 4                 | 3                 | ЛЧ        | 2         | 1         | 27     | 6      |
| 2010-11                    | «Баварія» (Мюнхен)         | Д-1                        | 20        | 1         | СН                | 1                 | 1                 | ЛЧ        | 2         | 1         | 27     | 6      |
| Усього за «Баварію»        | Усього за «Баварію»        | Усього за «Баварію»        | 98        | 24        |                   | 22                | 15                |           | 30        | 14        | 150    | 53     |
| 2011-12                    | «Лаціо» (Рим)              | Д-1                        | 27        | 12        | КІ                | 2                 | 0                 | ЛЄ        | 6         | 3         | 35     | 15     |
| 2012-13                    | «Лаціо» (Рим)              | Д-1                        | 29        | 15        | КІ                | 2                 | 0                 | ЛЄ        | 5         | 1         | 36     | 16     |
| 2013-14                    | «Лаціо» (Рим)              | Д-1                        | 25        | 7         | СІ                | 1                 | 0                 | ЛЄ        | 3         | 1         | 29     | 8      |
| 2014-15                    | «Лаціо» (Рим)              | Д-1                        | 34        | 13        | КІ                | 6                 | 3                 | -         | -         | -         | 40     | 16     |
| 2015-16                    | «Лаціо» (Рим)              | Д-1                        | 24        | 7         | КІ                | 1                 | 0                 | ЛЧ        | 1         | 0         | 31     | 8      |
| 2015-16                    | «Лаціо» (Рим)              | Д-1                        | 24        | 7         | СІ                | 1                 | 0                 | ЛЄ        | 4         | 1         | 31     | 8      |
| Усього за «Лаціо»          | Усього за «Лаціо»          | Усього за «Лаціо»          | 139       | 54        |                   | 13                | 3                 |           | 19        | 6         | 171    | 63     |
| Загалом                    | Загалом                    | Загалом                    | 446       | 175       |                   | 61                | 25                |           | 93        | 31        | 600    | 231    |

Статистика виступів у складі національної збірної Німеччини:
| Рік     | Ігри | Голи |
| ------- | ---- | ---- |
| 2001    | 7    | 2    |
| 2002    | 17   | 12   |
| 2003    | 10   | 1    |
| 2004    | 11   | 5    |
| 2005    | 5    | 0    |
| 2006    | 17   | 13   |
| 2007    | 5    | 3    |
| 2008    | 15   | 8    |
| 2009    | 6    | 4    |
| 2010    | 12   | 10   |
| 2011    | 8    | 5    |
| 2012    | 13   | 4    |
| 2013    | 4    | 1    |
| 2014    | 7    | 3    |
| Загалом | 137  | 71   |